# Юлий Ибер (Север)
Юлий Ибер (Север) или Юлий Хибер (на латински: Iulius Iber (Severus), Iulius Hiberus) е политик на Римската империя по времето на император Тиберий.
Той е освободен роб на император Тиберий. През 32 г. е префект на римската провинция Египет (Praefectus Alexandreae et Aegypti) след Гай Витразий Полион и е сменен от Авъл Авилий Флак.
Вероятно е прадядо на Марк Антоний Хибер (консул 133 г.).